# Márk Zentai
Márk Zentai é um cantor hungaro nascido em 1989, escolhido pelo seu país para representar o mesmo no Festival Eurovisão da Canção 2009. A música que o mesmo levará a concurso intitula-se por "Vigyen a szél".